# 達磨

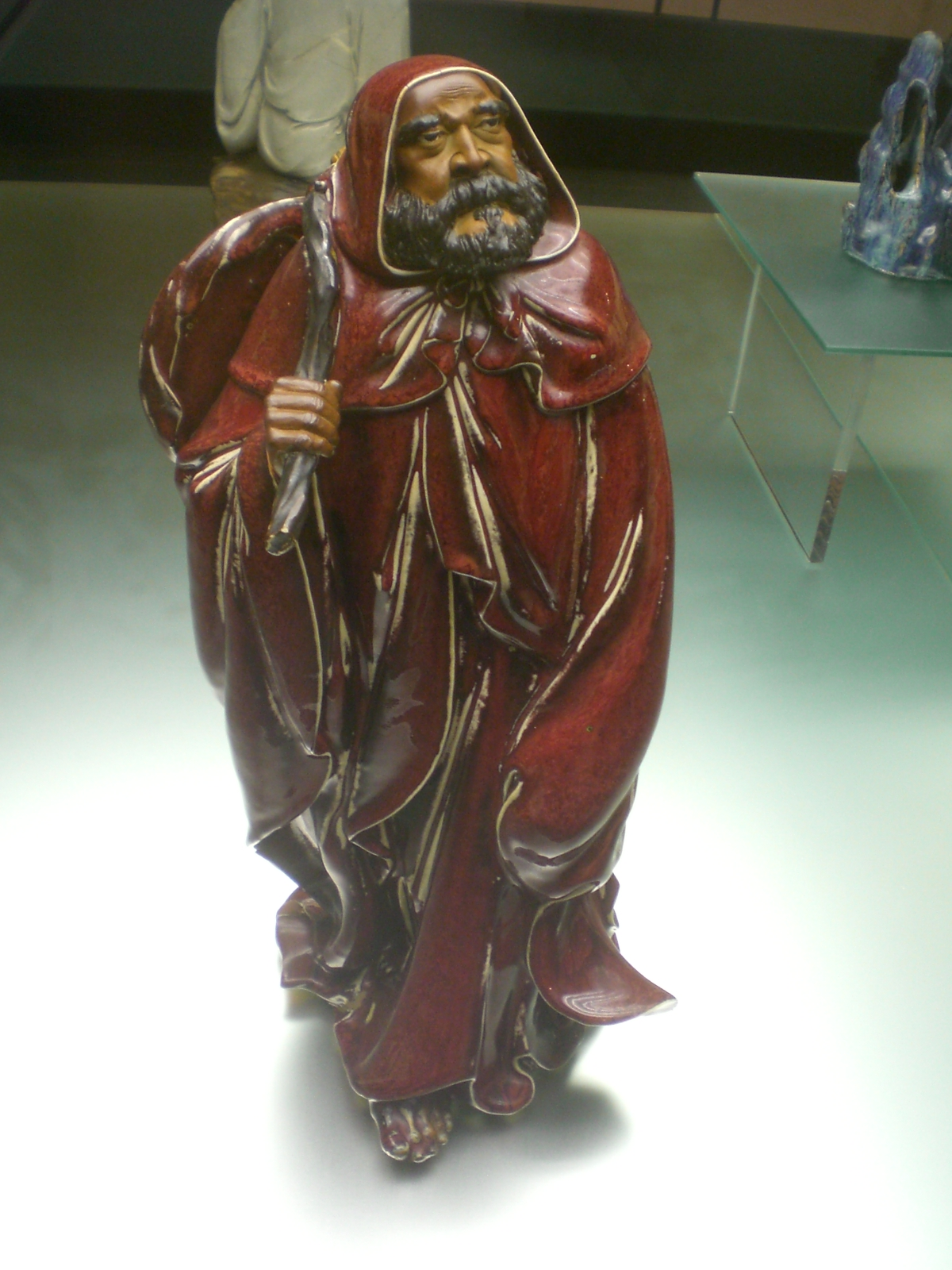
石榴紅釉達摩（灣溪劉傳 款）
香港藝術館 藏

菩提達磨（ぼだいだるま、中国語: 达摩、サンスクリット語: बोधिधर्म, bodhidharma、ボーディダルマ）は、中国禅宗の開祖とされているインド人仏教僧。達磨、達磨祖師、達磨大師ともいう。「ダルマ」というのは、サンスクリット語で「法」を表す言葉。『洛陽伽藍記』や『続高僧伝 』など唐代以前のものは達摩とも表記する。画像では、眼光鋭く髭を生やし耳輪を付けた姿で描かれているものが多い。

## 生涯
菩提達磨についての伝説は多いが、その歴史的真実性には多く疑いも持たれている。南天竺国王の第三王子として生まれ、般若多羅の法を得て仏教の第二十八祖菩提達磨になったということになっている。しかしそれよりも古い菩提達磨への言及は魏撫軍府司馬楊衒之撰『洛陽伽藍記』卷一 永寧寺の条（547年）にあり、全ての達磨伝説はここに始まるともいわれている。
弟子の曇林が伝えるところによると、菩提達磨は西域南天竺国において国王の第三王子として生まれ、中国で活躍した仏教の僧侶。5世紀後半から6世紀前半の人で、道宣の伝えるところによれば南北朝の宋の時代（遅くとも479年の斉の成立以前）に宋境南越にやって来たとされている。
北宋時代の景徳年間（1004 - 1007年）に宣慈禅師道原によって編纂され禅宗所依の史伝として権威を持つに至った『景徳伝燈録』になると、菩提達磨は中華五祖、中国禅宗の初祖とされる。この灯史によれば釈迦から数えて28代目とされている。南天竺国香至王の第三王子として生まれる。中国南方へ渡海し、洛陽郊外の嵩山少林寺にて面壁を行う。確認されているだけで道育、慧可の弟子がいる。彼の宗派は当初楞伽宗（りょうがしゅう、楞伽経にちなむ）と呼ばれた。
普通元年（520年）、達磨は海を渡って中国へ布教に来る。9月21日（10月18日）、広州に上陸。当時中国は南北朝に分かれていて、南朝は梁が治めていた。この書では南朝梁の武帝は仏教を厚く信仰しており、天竺から来た高僧を喜んで迎えた。武帝は達磨に質問をする。

後に武帝は後悔し、人を使わして達磨を呼び戻そうとしたができなかった。

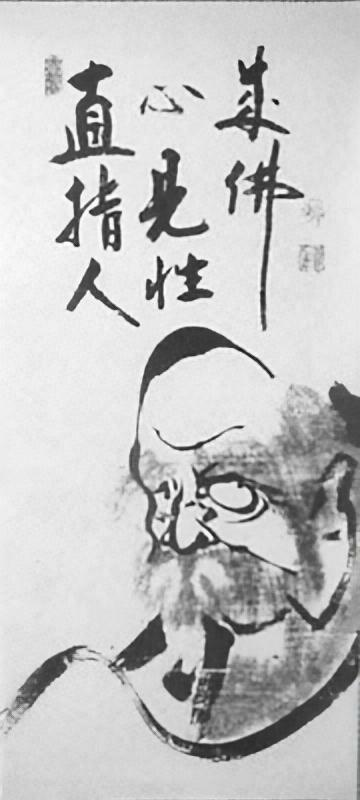
白隠慧鶴筆『達磨図』

達磨は嵩山少林寺において壁に向かって9年坐禅を続けたとされているが、これは彼の壁観を誤解してできた伝説であると言う説もある。壁観は達磨の宗旨の特徴をなしており、「壁となって観ること」即ち「壁のように動ぜぬ境地で真理を観ずる禅」のことである。これは後の確立した中国禅において、六祖慧能の言葉とされる『坐禅の定義』などに継承されている。
大通2年12月9日（529年1月4日）、神光という僧侶が自分の臂を切り取って決意を示し、入門を求めた。達磨は彼の入門を認め、名を慧可と改めた。この慧可が禅宗の第二祖である。以後、中国に禅宗が広まったとされる。
永安元年10月5日（528年11月2日）に150歳で遷化したとされる。一説には達磨の高名を羨んだ菩提流支と光統律師に毒殺されたともいう。諡は円覚大師。
一方『景徳伝燈録』は達磨没後の道教の尸解に類した後日譚を伝える。中国の高僧伝にはしばしば見られるはなしである。それは達磨の遷化から3年後、西域からの帰途にあった宋雲がパミール高原の葱嶺という場所で達磨に出会ったというものである。その時、達磨は一隻履、つまり履き物を片方だけ手にして歩いており、宋雲が「どこへ行かれるのか」と問うと達磨は「インドに帰る」と答えたという。また「あなたの主君はすでにみまかっている」と伝えたというのである。宗雲は帰国してからこのことを話してまわった。帰朝した宋雲は、孝明帝の崩御を知る。孝荘帝が達磨の墓を開けさせると、棺の中には一隻履のみが残されていたという。

## 二入四行論について

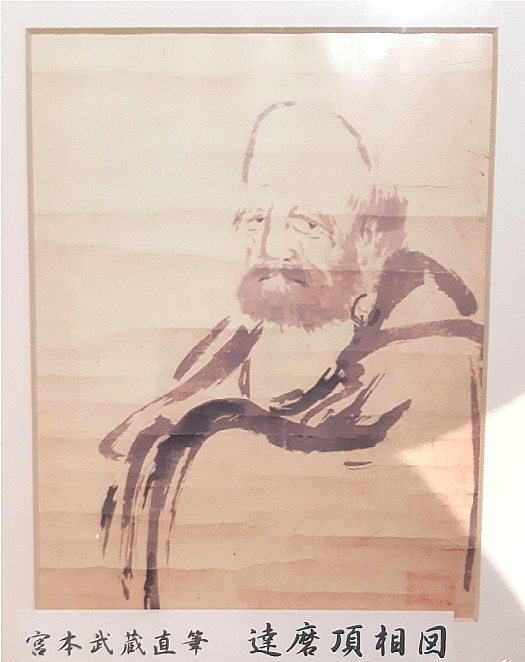
宮本武蔵による『達磨頂相図』

彼の事績、言行を記録した語録とされるものに『二入四行論』がある。柳田聖山によれば『二入四行論』が達磨に関する最も古い語録で達磨伝説の原型であるとともに達磨の思想を伝えるとされている。敦煌文書を基にした復元された『達摩二入四行論』に登場する三蔵法師が、菩提達摩その人だと信じられている。これは、いくつかの既存の禅宗の文献を部分として含む重要な文献だとされている。しかし伊吹敦は『二入四行論』の内容を精査分析し、これが菩提達磨の教説ではなく中国人にしか書けないものであると報告している。さらに伊吹敦は『二入四行論』の作者は誰かという問題に挑み、慧可であろうと推定している。

## 影響
達磨により中国に禅宗が伝えられ、それは六祖慧能にまで伝わったことになっている。さらに臨済宗・曹洞宗などの禅宗五家に分かれる。日本の宗教にも大きな影響を及ぼした。
禅宗では達磨を重要視し、「祖師」の言葉で達磨を表すこともある。禅宗で「祖師西来意」（そしせいらいい：達磨大師が西から来た理由）と言えば、「仏法の根本の意味」ということである。
達磨が面壁九年の座禅によって手足が腐ってしまったという伝説が起こり、玩具としてのだるまができた。これは『福だるま』と呼ばれ縁起物として現在も親しまれている。

## 関連文献
- 『禅の語録1 達磨の語録 二入四行論』、柳田聖山著、1969年 筑摩書房 （復刊）1996年 ちくま学芸文庫、ISBN 4-480-08309-X 。第2版 2016年 筑摩書房 ISBN 978-4-480-32301-9
- 『人類の知的遺産16 ダルマ』、柳田聖山著、1981年 講談社 （復刊）『ダルマ』1998年 講談社学術文庫、ISBN 978-4061593138
- 『達磨からだるま ものしり大辞典』中村浩訳・著、社会評論社刊（2011年7月）、ISBN 978-4-7845-1903-3

## 達磨を題材にした作品
- 『だるま』 - 武者小路実篤の戯曲[18]。
- 映画
  - 『少林寺 達磨大師（中国語版）』（1994年、香港）